# Diner (filme)
Diner (br: Quando os Jovens se Tornam Adultos / pt: Adeus, Amigos) é um filme estadunidense de 1982, do gênero comédia dramática, realizado por Barry Levinson.
É a estreia na direção de tela de Levinson, e o primeiro de seus quatro "Baltimore Films" ambientados em sua cidade natal durante as décadas de 1940, 1950 e 1960. Tin Men (1987), Avalon (1990), e Liberty Heights (1999) são os outros três.
O filme foi produzido e distribuído pelaMetro-Goldwyn-Mayer, produzido por Jerry Weintraub, a trilha sonora é de Bruce Brody e Ivan Kral, a fotografia de Peter Sova, a direcção de arte de Leon Harris, o guarda-roupa de Gloria Gresham e a edição de Stu Linder.

## Sinopse
Em Baltimore, em 1959, Edward "Eddie" Simmons, Laurence "Shrevie" Schreiber, Robert "Boogie" Sheftell, Timothy Fenwick Jr. e William "Billy" Howard, cinco amigos inseparáveis, tem de enfrentar que estão a tornar-se adultos.
A responsabilidade deste novo momento nas suas vidas é alternada com horas despreocupadas num bar local. A acção centra-se no regresso de Billy, que será padrinho no casamento de Eddie. Billy é consumido por uma relação embaraçosa com uma amiga íntima, enquanto Eddie ainda vive em casa e prepara testes de futebol para a sua noiva e jura cancelar o casamento se ela falhar.
Há também Boogie, um sedutor com mania de jogar, e Shrevie, um viciado em música que tem problemas no seu casamento.

## Elenco
- Steve Guttenberg ....Edward "Eddie" Simmons
- Daniel Stern .... Laurence "Shrevie" Schreiber
- Mickey Rourke .... Robert "Boogie" Sheftell
- Kevin Bacon .... Timothy Fenwick Jr.
- Timothy Daly .... William "Billy" Howard
- Ellen Barkin .... Beth
- Paul Reiser .... Modell
- Kathryn Dowling .... Barbara
- Michael Tucker .... Bagel
- Jessica James .... sra. Simmons
- Colette Blonigan .... Carol Heathrow

## Principais prémios e nomeações
Óscar (EUA)
- Recebeu uma nomeação na categoria de melhor argumento original.

Globo de Ouro (EUA)
- Recebeu uma nomeação na categoria de melhor comédia / musical.